# Дискографія Lil Peep
Lil Peep був американським музикантом, який випустив два студійних альбоми, п'ять мікстейпів і чотирнадцять мініальбомів за своє життя. П'ять із проєктів вийшли посмертно.
Його студійний альбом Come Over When You're Sober, Pt.1 вийшов у серпні 2017 року та досяг тридцять восьмого місця в Billboard 200. Альбом породив чотири сингли: «Benz Truck (гелик)», «The Brightside», «Awful Things» і «Save That Shit». У січні 2018 року вийшов його перший посмертний сингл «Spotlight» з Marshmello. Потім послідували «4 Gold Chains» з Clams Casino і «Falling Down» з померлим репером XXXTentacion того ж року. Незабаром після цього вийшла оригінальна версія «Sunlight on Your Skin» з куплетом за участю американського репера iLoveMakonnen.
Перший посмертний проєкт Come Over When You're Sober, Pt.2, було анонсовано в жовтні 2018 року та видано 9 листопада 2018 року. У проєкті було три сингли: «Cry Alone», «Runaway» і ремікс на пісню «Life», яка була перейменована в «Life Is Beautiful». «Falling Down» і «Sunlight on Your Skin» були додані як бонус-треки до делюкс версії Come Over When You're Sober, Pt. 2.
Другий посмертний проєкт Lil Peep, Everybody's Everything, вийшов 15 листопада 2019 року, у другу річницю його смерті. Цей альбом також був офіційним саундтреком до однойменного документального фільму про життя покійного Lil Peep. Альбом містив сингли від постійного співавтора, продюсера та друга Bighead, включаючи офіційне перевидання їхнього хіта «Witchblades» та офіційний реліз «Liar» і «Aquafina» за участю Rich the Kid.

## Альбоми

### Студійні альбоми
| Назва                                                                         | Деталі альбому                                                                                          | Пікові позиції на діаграмі | Пікові позиції на діаграмі | Пікові позиції на діаграмі | Пікові позиції на діаграмі | Пікові позиції на діаграмі | Пікові позиції на діаграмі | Пікові позиції на діаграмі | Пікові позиції на діаграмі | Пікові позиції на діаграмі | Пікові позиції на діаграмі | Сертифікати                                   |
| Назва                                                                         | Деталі альбому                                                                                          | США                        | США R&B/HH                 | Австралія                  | Австрія                    | Канада                     | Данія                      | Німеччина                  | Нова Зеландія              | Швеція                     | Великобританія             | Сертифікати                                   |
| ----------------------------------------------------------------------------- | --- | -------------------------- | -------------------------- | -------------------------- | -------------------------- | -------------------------- | -------------------------- | -------------------------- | -------------------------- | -------------------------- | -------------------------- | --------------------------------------------- |
| Come Over When You're Sober, Pt. 1                                            | - Вийшов: 15 серпня 2017 р - Лейбл: Autnmy, AWAL - Формати: цифрове завантаження, LP, касета            | 38                         | 16                         | —                          | 54                         | 34                         | 32                         | 82                         | 19                         | 11                         | 71                         | - RIAA: золото - BPI: золото                  |
| Come Over When You're Sober, Pt. 2                                            | - Вийшов: 9 листопада 2018 р. - Лейбл: Autnmy, Columbia - Формати: цифрове завантаження, CD, LP, касета | 4                          | —                          | 15                         | 17                         | 4                          | 12                         | 26                         | 9                          | 3                          | 19                         | - RIAA: Платиновий - BPI: золото - MC: золото |
| «—» позначає сінґл, який не потрапив у чарти або не виходив на цій території. | |                            |                            |                            |                            |                            |                            |                            |                            |                            |                            |                                               |

### Збірки
| Назва                  | Деталі альбому | Пікові позиції у чартах | Пікові позиції у чартах | Пікові позиції у чартах | Пікові позиції у чартах | Пікові позиції у чартах | Пікові позиції у чартах | Пікові позиції у чартах | Пікові позиції у чартах | Сертифікації  |
| Назва                  | Деталі альбому | США                     | Австралія               | Австрія                 | Канада                  | Німеччина               | Нова Зеландія           | Швеція                  | Великобританія          | Сертифікації  |
| ---------------------- | --- | ----------------------- | ----------------------- | ----------------------- | ----------------------- | ----------------------- | ----------------------- | ----------------------- | ----------------------- | ------------- |
| Everybody's Everything | - Вийшов: 15 листопада 2019 - Лейбл: Autnmy, Columbia - Формати: цифрове завантаження LP, касета, потокове передавання | 14                      | 55                      | 50                      | 13                      | 94                      | 27                      | 32                      | 63                      | - BPI: срібло |

### Мікстейпи
| Назва                     | Деталі мікстейпу | Пікові позиції у чартах | Пікові позиції у чартах | Пікові позиції у чартах | Пікові позиції у чартах | Пікові позиції у чартах | Пікові позиції у чартах | Пікові позиції у чартах | Пікові позиції у чартах |
| Назва                     | Деталі мікстейпу | США                     | Австралія               | Австрія                 | Канада                  | Німеччина               | Нова Зеландія           | Швеція                  | Великобританія          |
| ------------------------- | --- | ----------------------- | ----------------------- | ----------------------- | ----------------------- | ----------------------- | ----------------------- | ----------------------- | ----------------------- |
| Lil Peep; Part One        | - Вийшов: 18 вересня 2015 - Лейбл: Самостійний реліз - Формат: цифрове завантаження | —                       | —                       | —                       | —                       | —                       | —                       | —                       | —                       |
| Mall Musicc (з Boy Froot) | - Вийшов: 1 листопада 2015 - Лейбл: Самостійний реліз - Формат: цифрове завантаження | —                       | —                       | —                       | —                       | —                       | —                       | —                       | —                       |
| LIVE FOREVER              | - Вийшов: 2 грудня 2015 (повторно вийшов 2 грудня 2022) - Лейбл: Самостійний реліз (повторно вийшов під Autnmy через AWAL) - Формат: цифрове завантаження, потокове передавання                   | —                       | —                       | —                       | —                       | —                       | —                       | —                       | —                       |
| crybaby                   | - Вийшов: 10 червня 2016 (повторно вийшов 10 червня 2020) - Лейбл: Самостійний реліз (повторно вийшов під Autnmy через AWAL) - Формат: цифрове завантаження, CD, LP, касета, потокове передавання | —                       | —                       | 45                      | —                       | 51                      | 36                      | —                       | —                       |
| HELLBOY                   | - Ввийшов: 25 вересня 2016 (повторно вийшов 25 вересня 2020) - Лейбл: Самостійний реліз (повторно вийшов під Autnmy через AWAL) - Формат: цифрове завантаження, потокове передавання              | 52                      | 45                      | 23                      | 71                      | 52                      | 26                      | 58                      | 37                      |

## Мініальбоми
| Назва                                  | Деталі мініальбому |
| -------------------------------------- | --- |
| Feelz                                  | - Вийшов: 16 травня 2015 (повторно вийшов 20 травня 2022) - Лейбл: Самостійний реліз (повторно вийшов під Autnmy через AWAL) - Формат: цифрове завантаження                     |
| In the Bedroom, I Confess (з OmenXIII) | - Вийшов: 17 червня 2015 - Лейбл: Самостійний реліз - Формат: цифрове завантаження                                                                                              |
| Garden (із Death Plus)                 | - Вийшов: 25 серпня 2015 (перероблено 20 січня 2018) - Лейбл: Самостійний реліз - Формат: цифрове завантаження, потокове передавання                                            |
| Romeo's Regrets (з Bexey)              | - Вийшов: 14 листопада 2015 - Лейбл: Самостійний реліз - Формат: цифрове завантаження                                                                                           |
| Vertigo                                | - Вийшов: 19 грудня 2015 (повторно вийшов 5 березня 2020) - Лейбл: Самостійний реліз (повторно вийшов під AUTNMY) - Формат: цифрове завантаження, потокове передавання          |
| California Girls (з Nedarb)            | - Вийшов: 16 січня 2016 (повторно вийшов 29 січня 2021) - Лейбл: Самостійний реліз (повторно вийшов під AUTNMY через AWAL) - Формат: цифрове завантаження, потокове передавання |
| Elemental (з Jgrxxn і Ghostemane)      | - Вийшов: 9 лютого 2016 - Лейбл: Самостійний реліз - Формат: цифрове завантаження                                                                                               |
| Dead Broke (з ITSOKTOCRY)              | - Вийшов: 3 березня 2016 - Лейбл: Самостійний реліз - Формат: цифрове завантаження                                                                                              |
| Teen Romance (з Ledderick)             | - Вийшов: 19 червня 2016 - Лейбл: Самостійний реліз - Формат: цифрове завантаження                                                                                              |
| Castles (з Lil Tracy)                  | - Вийшов: 4 липня 2016 (повторно вийшов 2 липня 2021) - Лейбл: Самостійний реліз (повторно вийшов під Autnmy через AWAL) - Формат: цифрове завантаження, потокове передавання   |
| Castles II (з Lil Tracy)               | - Вийшов: 6 лютого 2017 (повторно вийшов 2 липня 2021) - Лейбл: Самостійний реліз (повторно вийшов під Autnmy через AWAL) - Формат: цифрове завантаження, потокове передавання  |
| Goth Angel Sinner (з Fish Narc)        | - Вийшов: 31 жовтня 2019 - Лейбл: Autnmy, Columbia - Формат: цифрове завантаження, потокове передавання                                                                         |
| Friends (з Yunggoth)                   | - Вийшов: 5 листопада 2021 - Лейбл: Autnmy (через AWAL) - Формат: цифрове завантаження, потокове передавання                                                                    |
| High Fashion (з Гаррі Фрадом)          | - Вийшов: 3 грудня 2021 - Лейбл: Autnmy (через AWAL) - Формат: цифрове завантаження, потокове передавання                                                                       |

## Сінґли
| Назва                                                                               | Рік  | Пікові позиції у чартах | Пікові позиції у чартах | Пікові позиції у чартах | Пікові позиції у чартах | Пікові позиції у чартах | Пікові позиції у чартах | Пікові позиції у чартах | Сертифікації | Альбом                                      |
| Назва                                                                               | Рік  | США                     | Австралія               | Канада                  | Чехія                   | Нова Зеландія           | Швеція                  | Великобританія          | Сертифікації | Альбом                                      |
| ----------------------------------------------------------------------------------- | ---- | ----------------------- | ----------------------- | ----------------------- | ----------------------- | ----------------------- | ----------------------- | ----------------------- | --- | ------------------------------------------- |
| «Girls» (featuring Horse Head)                                                      | 2017 | —                       | —                       | —                       | —                       | —                       | —                       | —                       | | Hellboy                                     |
| «White Wine» (with Lil Tracy)                                                       | 2017 | —                       | —                       | —                       | —                       | —                       | —                       | —                       | | Castles                                     |
| «Kiss»                                                                              | 2017 | —                       | —                       | —                       | —                       | —                       | —                       | —                       | | Сингли поза альбомом                        |
| «Honestly»                                                                          | 2017 | —                       | —                       | —                       | —                       | —                       | —                       | —                       | | Сингли поза альбомом                        |
| «Beamer Boy»                                                                        | 2017 | —                       | —                       | —                       | —                       | —                       | —                       | —                       | - RIAA: Platinum - ARIA: Platinum - BPI: Silver                                                                   | California Girls                            |
| «Absolute in Doubt» (featuring Wicca Phase Springs Eternal)                         | 2017 | —                       | —                       | —                       | —                       | —                       | —                       | —                       | | Crybaby                                     |
| «Benz Truck (гелик)»                                                                | 2017 | —                       | —                       | —                       | 39                      | —                       | —                       | —                       | - RIAA: Platinum - ARIA: Gold - BPI: Silver                                                                       | Come Over When You're Sober, Pt. 1          |
| «The Brightside»                                                                    | 2017 | —                       | —                       | —                       | 76                      | —                       | —                       | —                       | | Come Over When You're Sober, Pt. 1          |
| «Awful Things» (featuring Lil Tracy)                                                | 2017 | 79                      | —                       | 58                      | 28                      | —                       | —                       | —                       | - RIAA: Platinum - ARIA: Gold - BPI: Silver                                                                       | Come Over When You're Sober, Pt. 1          |
| «Save That Shit»                                                                    | 2017 | —                       | —                       | 97                      | 40                      | —                       | 75                      | —                       | - ARIA: Platinum - BPI: Gold - RIAA: Platinum - SNEP: Gold                                                        | Come Over When You're Sober, Pt. 1          |
| «Nightslayer» (with Bexey)                                                          | 2017 | —                       | —                       | —                       | —                       | —                       | —                       | —                       | | Сингли поза альбомом                        |
| «Avoid» (featuring Wicca Phase Springs Eternal and Døves)                           | 2017 | —                       | —                       | —                       | —                       | —                       | —                       | —                       | | Сингли поза альбомом                        |
| «Spotlight» (with Marshmello)                                                       | 2018 | —                       | —                       | 73                      | —                       | —                       | 61                      | 74                      | - RIAA: Platinum - BPI: Silver                                                                                    | Сингли поза альбомом                        |
| «4 Gold Chains» (featuring Clams Casino)                                            | 2018 | —                       | —                       | —                       | —                       | —                       | —                       | —                       | | Сингли поза альбомом                        |
| «Falling Down» (with XXXTentacion)                                                  | 2018 | 13                      | 7                       | 5                       | 3                       | 1                       | 1                       | 10                      | - RIAA: 3x Platinum - ARIA: Platinum - RMNZ: Platinum - BPI: Platinum - MC: 2× Platinum - SNEP: Gold - FIMI: Gold | Come Over When You're Sober, Pt. 2          |
| «Sunlight on Your Skin» (with ILoveMakonnen)                                        | 2018 | —                       | —                       | —                       | —                       | —                       | —                       | —                       | | Come Over When You're Sober, Pt. 2          |
| «Cry Alone»                                                                         | 2018 | —                       | —                       | —                       | 51                      | —                       | 96                      | —                       | | Come Over When You're Sober, Pt. 2          |
| «Runaway»                                                                           | 2018 | —                       | —                       | —                       | 28                      | —                       | —                       | —                       | | Come Over When You're Sober, Pt. 2          |
| «Life Is Beautiful»                                                                 | 2018 | —                       | —                       | —                       | 10                      | —                       | —                       | 87                      | | Come Over When You're Sober, Pt. 2          |
| «I've Been Waiting» (with ILoveMakonnen featuring Fall Out Boy)                     | 2019 | 62                      | —                       | —                       | —                       | —                       | —                       | —                       | - RIAA: Gold | Diamonds                                    |
| «Star Shopping»                                                                     | 2019 | —                       | —                       | —                       | —                       | —                       | —                       | —                       | - RIAA: 2× Platinum - ARIA: Platinum - BPI: Gold                                                                  | Сингли поза альбомом                        |
| «Gym Class»                                                                         | 2019 | —                       | —                       | —                       | —                       | —                       | —                       | —                       | | Сингли поза альбомом                        |
| «Me and You» (with Cold Hart)                                                       | 2020 | —                       | —                       | —                       | —                       | —                       | —                       | —                       | | Сингли поза альбомом                        |
| «Keep My Coo»                                                                       | 2021 | —                       | —                       | —                       | —                       | —                       | —                       | —                       | | Everybody's Everything                      |
| «Ghost Boy»                                                                         | 2021 | —                       | —                       | —                       | —                       | —                       | —                       | —                       | | Lil Peep: Part One & Everybody's Everything |
| «Live Forever»                                                                      | 2021 | —                       | —                       | —                       | —                       | —                       | —                       | —                       | | Live Forever & Everybody's Everything       |
| «Liar»                                                                              | 2021 | —                       | —                       | —                       | —                       | —                       | —                       | —                       | | Everybody's Everything                      |
| «Halloween» (featuring Rainy Bear)                                                  | 2021 | —                       | —                       | —                       | —                       | —                       | —                       | —                       | | Сингли поза альбомом                        |
| «Right Here» (featuring Horse Head)                                                 | 2021 | —                       | —                       | —                       | —                       | —                       | —                       | —                       | | Сингли поза альбомом                        |
| «Nuts» (featuring Rainy Bear)                                                       | 2021 | —                       | —                       | —                       | —                       | —                       | —                       | —                       | | Live Forever                                |
| «About U»                                                                           | 2022 | —                       | —                       | —                       | —                       | —                       | —                       | —                       | | Сингли поза альбомом                        |
| «Flannel»                                                                           | 2022 | —                       | —                       | —                       | —                       | —                       | —                       | —                       | | Live Forever                                |
| «Haunt U»                                                                           | 2022 | —                       | —                       | —                       | —                       | —                       | —                       | —                       | | Live Forever                                |
| «—» позначає сінґл, який не потрапив до чартів або не був виданий на цій території. |      |                         |                         |                         |                         |                         |                         |                         | |                                             |

## Інші пісні в чартах
| Назва                                                                         | Рік  | Пікові позиції у чартах | Пікові позиції у чартах | Пікові позиції у чартах | Пікові позиції у чартах | Альбом                                |
| Назва                                                                         | Рік  | Чехія                   | Нова Зеландія Hot       | Словаччина [ 54 ]       | Швеція                  | Альбом                                |
| ----------------------------------------------------------------------------- | ---- | ----------------------- | ----------------------- | ----------------------- | ----------------------- | ------------------------------------- |
| «California World» (with Nedarb featuring Craig Xen)                          | 2016 | —                       | 16                      | —                       | —                       | California Girls                      |
| «Let Me Bleed» (with Nedarb)                                                  | 2016 | —                       | 38                      | —                       | —                       | California Girls                      |
| «Lil Kennedy» (with Nedarb)                                                   | 2016 | —                       | 40                      | —                       | —                       | California Girls                      |
| «U Said»                                                                      | 2017 | 70                      | —                       | —                       | —                       | Come Over When You're Sober, Pt. 1    |
| «Better Off (Dying)»                                                          | 2017 | 82                      | —                       | —                       | —                       | Come Over When You're Sober, Pt. 1    |
| «Broken Smile (My All)»                                                       | 2018 | 33                      | 8                       | 27                      | —                       | Come Over When You're Sober, Pt. 2    |
| «Sex With My Ex»                                                              | 2018 | 43                      | 9                       | 30                      | 1                       | Come Over When You're Sober, Pt. 2    |
| «Leanin'»                                                                     | 2018 | 81                      | —                       | 60                      | —                       | Come Over When You're Sober, Pt. 2    |
| «16 Lines»                                                                    | 2018 | 80                      | 18                      | 58                      | —                       | Come Over When You're Sober, Pt. 2    |
| «Hate Me»                                                                     | 2018 | 96                      | —                       | 67                      | —                       | Come Over When You're Sober, Pt. 2    |
| «IDGAF»                                                                       | 2018 | 83                      | —                       | 61                      | —                       | Come Over When You're Sober, Pt. 2    |
| «White Girl»                                                                  | 2018 | —                       | —                       | 98                      | —                       | Come Over When You're Sober, Pt. 2    |
| «Witchblades» (with Lil Tracy)                                                | 2019 | —                       | 18                      | —                       | —                       | Castles II and Everybody's Everything |
| «Fangirl» (featuring Gab3)                                                    | 2019 | —                       | 38                      | —                       | —                       | Everybody's Everything                |
| «Your Favorite Dress» (with Lil Tracy)                                        | 2021 | —                       | 39                      | —                       | —                       | Castles II                            |
| «Feelz»                                                                       | 2022 | —                       | 35                      | —                       | —                       | Feelz                                 |
| «—» позначає сінґл, який не потрапив у чарти або не виходив на цій території. |      |                         |                         |                         |                         |                                       |

## Нотатки
1. ↑  «Spotlight» did not enter the Billboard Hot 100, but peaked at number three on the Bubbling Under Hot 100 Singles chart.[33]
2. ↑  «Sunlight on Your Skin» did not enter the NZ Top 40 Singles Chart, but peaked at number 36 on the NZ Hot Singles Chart.[39]
3. ↑  «Cry Alone» did not enter the NZ Top 40 Singles Chart, but peaked at number 20 on the NZ Hot Singles Chart.[41]
4. ↑  «Runaway» did not enter the NZ Top 40 Singles Chart, but peaked at number 28 on the NZ Hot Singles Chart.[42]
5. ↑  «Runaway» did not enter the Swedish Singellista Chart, but peaked at number 18 on the Swedish Heatseeker Chart.[43]
6. ↑  «Life Is Beautiful» did not enter the Billboard Hot 100, but peaked at number four on the Bubbling Under Hot 100 Singles chart.[33]
7. ↑  «Life Is Beautiful» did not enter the NZ Top 40 Singles Chart, but peaked at number six on the NZ Hot Singles Chart.[44]
8. ↑  «Life Is Beautiful» did not enter the Swedish Singellista Chart, but peaked at number two on the Swedish Heatseeker Chart.[43]
9. ↑  «I've Been Waiting» did not enter the NZ Top 40 Singles Chart, but peaked at number 12 on the NZ Hot Singles Chart[46].
10. ↑  «I've Been Waiting» did not enter the Swedish Singellista Chart, but peaked at number 13 on the Swedish Heatseeker Chart[47].
11. ↑  «Star Shopping» did not enter the NZ Top 40 Singles Chart, but peaked at number 22 on the NZ Hot Singles Chart[49].
12. ↑  «Nuts» did not enter the NZ Top 40 Singles Chart, but peaked at number 40 on the NZ Hot Singles Chart.[52]